# Сенагийские языки
Сенагские языки (сенаги; англ. Senagi, Anggor) — небольшая семья папуасских языков, распространённая на севере острова Новая Гвинея, на пограничье между индонезийской провинцией Папуа и Папуа — Новой Гвинеей (провинция Сандаун).

## Состав
Сенагская семья включает всего два языка:
- ангор (Angor, Anggor, Senagi, Watapor; Aŋgor) — 1270 человек (перепись 1990 года), 11 деревень, 2 диалекта: наи (центрально-ангорский) и саманай (южно-ангорский). Латинская орфография.
- дера (Dera, Dra, Dla, Kamberatoro, Komberatoro, Mangguar; самоназвание — Dəra / Dəla) — 1700 человек, из них 1 тыс. в Индонезии (1987 SIL[англ.]), 13 деревень.

Язык ангор необычен в типологическом плане тем, что в личных местоимениях род различается во втором и третьем лицах двойственного и множественного чисел, но не в единственном числе.
Объединение этих двух языков было впервые предложено в работе Ловинга и Басса (1964). Они были объединены на основе сравнения специально подобранного списка из 180 слов, фраз и предложений, в котором между ними было обнаружено 33 % похожих форм. С другими сравнёнными языками процент совпадений был везде меньше или равен 5 %.
Позднее этими языками занимались супруги Литтерал, написавшие несколько работ. По их мнению, ангор и дера представляют собой две половины диалектной цепи, тянущейся с востока на запад, с территории ПНГ на территорию Индонезии. По мнению Иларио де Суса, который работает над диалектом менггва-дла (Menggwa Dla) языка ангор, «генеалогические взаимоотношения между дла (дера) и ангор прозрачны».

## Внешняя классификация
Ловинг и Басс (1964) и Литтерал (1978) не обнаружили никаких признаков близости сенагских языков к другим папуасским языкам. Однако Лейкок [Laycock 1973: 49] поместил их в трансновогвинейскую филу без каких-либо веских обоснований, если не считать заявления, что ангор имеет намного больше родственных слов с языками этой филы, нежели с ндускими языками (сепикская семья). Хотя он утверждает, что Ловинг и Басс не заметили близости с варисскими языками (ныне погранично-папуасская семья), хотя в подсчётах последних процент совпадений между сенагскими и варисскими языками меньше 3 %.
В своей работе 1971 года Ворхуве говорит о сенагских языках, как о занимающих изолированную позицию. Однако позднее, следуя за Лейкоком Ворхуве [Voorhoeve 1975a: 44; 1975b: 417—418] включил сенагские языки в трансновогвинейскую филу, присвоив им таксон ветви на уровне семьи («stock-level family»). Он приводит список фонем обоих языков и краткую грамматическую информацию о них.
В Language atlas of the Pacific area С. Вурма (1981) сенагские языки опять включены в трансновогвинейскую филу (ТНГФ) с таксоном «sub-phylum level family» (то есть ветвь/семья, входящая в филу, но занимающая там особое положение), со ссылками на Лейкока (1973) и Ворхуве (1975a, b), причём Лейкок был составителем соответствующей карты в этом атласе.
Классификация сенагских языков кратко обсуждается в работе Вурма и Макэлханона [Wurm and McElhanon 1975: 158]. В пользу включения в ТНГФ они указывают на «достаточное число» («fair number») пра-ТНГФ рефлексов, а на типологическую близость к языкам ТНГФ. Однако авторы сами же отмечают, что лексические схождения очень слабые. Это же подтверждается сравнением сенагских лексем с более новыми пра-ТНГФ реконструкциями.
Наконец, Малком Росс (2005) вынес сенагские языки из ТНГФ в отдельную семью, не входящую ни в какое более крупное объединение (филу). На основе сравнения местоимений Росс предполагает возможные связи с сепикскими языками и языками торричелли. Так, местоимение «я» реконструируется и для сенаги, и для прасепикского как *wan, в то время как ангорские согласовательные суффиксы мужского рода двойственного и множественного чисел -fa- и -mu- напоминают прасепикские и праторричелли согласовательные суффиксы двойственного и множественного чисел *-p and *-m.